# Клаймакс (Колорадо)
Клаймакс (англ. Climax) — бывший город в США в округе Лейк штата Колорадо.

## Описание
Бывший шахтёрский город компании, находится в центральном Колорадо. Расположен в Парковом хребте Скалистых гор у перевала Фримонт (высота 11 318 футов [3 450 метров]), в 12 милях (19 км) к северо-востоку от Ледвилла. Большая часть мировых запасов молибдена (сплава, упрочняющего сталь) производилась на руднике Клаймакс в близлежащей горе Бартлетт; он стал крупнейшим подземным рудником такого рода в Северной Америке. Молибден был впервые обнаружен там в 1903 году золотоискателями, которые проигнорировали его, приняв за свинец. Впоследствии металл был обнаружен Колорадской горной школой, и позже, когда его ценность была признана, последовал мировой спрос. Таким образом, Клаймакс стал одним из самых процветающих шахтёрских городов Колорадо. Рудник всё ещё действовал в конце 1990-х годов, хотя и на уровне, значительно ниже суточной добычи, превышавшей 43 500 тонн молибдена в разгар горнодобывающего бума. Из хвостов обогащения извлекаются пирит, монацит, оловянный и вольфрамовый концентраты.
После переноса зданий в Ледвилл в 1961–1962 годах город Клаймакс прекратил своё существование. Шахта оставалась популярной до 1970-х годов, на пике своего развития на ней работало около 3000 рабочих, но в последующее десятилетие она пришла в упадок и была закрыта в большую часть 1990-х годов.